# Казерта
Казерта (итал. Caserta) град је у јужној Италији. Град је средиште истоименог округа Казерта у оквиру италијанске покрајине Кампанија, где је трећи град по величини.
Казерта је позната по дворцу Казерта, који су подигли Бурбони, а која је данас на списку светске баштине УНЕСКОа.

## Природне одлике
Град Казерта налази се у јужном делу Италије, на 40 км северно од Напуља. Град је налази у плодној и густо насељеној Кампањској равници на надморској висини од око 70 m. Североисточно од града пружају се крајњи огранци Кампањских Апенина.

## Географија
| Клима (Казерта)          | Клима (Казерта) | Клима (Казерта) | Клима (Казерта) | Клима (Казерта) | Клима (Казерта) | Клима (Казерта) | Клима (Казерта) | Клима (Казерта) | Клима (Казерта) | Клима (Казерта) | Клима (Казерта) | Клима (Казерта) | Клима (Казерта) |
| Показатељ \ Месец        | .Јан.           | .Феб.           | .Мар.           | .Апр.           | .Мај.           | .Јун.           | .Јул.           | .Авг.           | .Сеп.           | .Окт.           | .Нов.           | .Дец.           | .Год.           |
| ------------------------ | --------------- | --------------- | --------------- | --------------- | --------------- | --------------- | --------------- | --------------- | --------------- | --------------- | --------------- | --------------- | --------------- |
| Средњи максимум, °C (°F) | 12,6 (54,7)     | 13,4 (56,1)     | 16,1 (61)       | 19,9 (67,8)     | 24,1 (75,4)     | 28,7 (83,7)     | 31,5 (88,7)     | 31,4 (88,5)     | 28,0 (82,4)     | 22,7 (72,9)     | 18,0 (64,4)     | 14,6 (58,3)     | 31,5 (88,7)     |
| Средњи минимум, °C (°F)  | 6,6 (43,9)      | 6,9 (44,4)      | 9,0 (48,2)      | 11,5 (52,7)     | 14,8 (58,6)     | 18,9 (66)       | 21,2 (70,2)     | 21,2 (70,2)     | 18,8 (65,8)     | 14,9 (58,8)     | 11,3 (52,3)     | 8,5 (47,3)      | 6,6 (43,9)      |
| [ тражи се извор ]       |                 |                 |                 |                 |                 |                 |                 |                 |                 |                 |                 |                 |                 |

## Становништво
Према резултатима пописа становништва 2011. у општини је живело 75.640 становника.
| 1931.  | 1936.  | 1951.  | 1961.  | 1971.  | 1981.  | 1991.  | 2001.  | 2011.  |
| ------ | ------ | ------ | ------ | ------ | ------ | ------ | ------ | ------ |
| 38.224 | 35.904 | 42.481 | 48.122 | 59.960 | 66.318 | 69.027 | 75.208 | 75.640 |

Казерта данас има око 79.000 становника, махом Италијана. Последњих деценија број становника у граду расте.

## Партнерски градови
- Питешти
- Алеј

## Галерија
- Дворац Бурбона
- Улица у старом делу града
- Градска катедрала
- Скултуре у оквиру дворског парка